# Dasychira argiloides
Dasychira argiloides är en fjärilsart som beskrevs av Holland 1893. Dasychira argiloides ingår i släktet Dasychira och familjen tofsspinnare. Inga underarter finns listade i Catalogue of Life.